# النار بالنار (مسلسل)
النار بالنار، مسلسل لبناني سوري مشترك عرض في شهر رمضان 1444 هـ/2023م. المسلسل من إخراج محمد عبد العزيز وكتابة رامي كوسا وبطولة عابد فهد، كاريس بشار، جورج خباز، زينة مكي، طوني عيسى وهدى شعراوي.

## قصة العمل
يعيش الثلاثي عمران، مريم، وعزيز، في أحد أحياء بيروت.
مريم مدرسة سورية نزحت إلى لبنان لتعمل بائعة خبز، تُجبرها الظروف على التعامل مع عمران - مُرابٍ سوري لبناني - يفرض الخوّات المالية، ويفتعل المشاكل في الحي.
تزداد التحديات في وجه مريم مع وقوع عمران في حبّها، فيما قلبها بدأ يميل لعزيز مُدّرس الموسيقى، الذي لا يزال يعيش رواسب الحرب الأهلية اللبنانية ، فتنقلب الأمور رأسا على عقب، وتنذر باشتعال حروب الانتقام.

## الممثلون
- عابد فهد (عمران)
- كاريس بشار (مريم )
- جورج خباز (عزيز)
- طوني عيسى (زكريا)
- زينة مكي (سارة)
- طارق تميم (جميل)
- ساشا دحدوح (قمر)
- جمال العلي (أبو رضا)
- هدى شعراوي (الدكتورة تفيدة)
- فيكتوريا عون (رؤى)
- دوري السمراني (ملحم)
- أحمد قعبور (والد عزيز)
- عبد الرحمن القادري (موسى)
- عدنان عوض (نظمي (المختار))
- علي سموري
- شادي الصفدي (عدنان )
- نتاشا بيضون (نادية )
- مرح حسن (ملك )
- تيم عبد العزيز (بارود)
- مروى بدران (فلك)